# Двукрылоплодник Бодея
Двукрылоплодник Бодея (лат. Dipterocarpus baudii) — вид тропических деревьев из рода Диптерокарпус семейства Диптерокарповые.

## Распространение
Двукрылоплодник Бодея распространён в тропических лесах Юго-Восточной Азии, таких странах как Мьянма, Камбоджа, Малайзия, Таиланд. Индонезия и Вьетнам. Встречается, главным образом, в низменных лесах до высоты 800 метров.

## Описание
Высота дерева 25—30 метров, иногда достигает 40 метров. Диаметр ствола до 80 см. Листья длиной до 25 см. Семена имеют два крыла длиной 15—18 см.

## Галерея

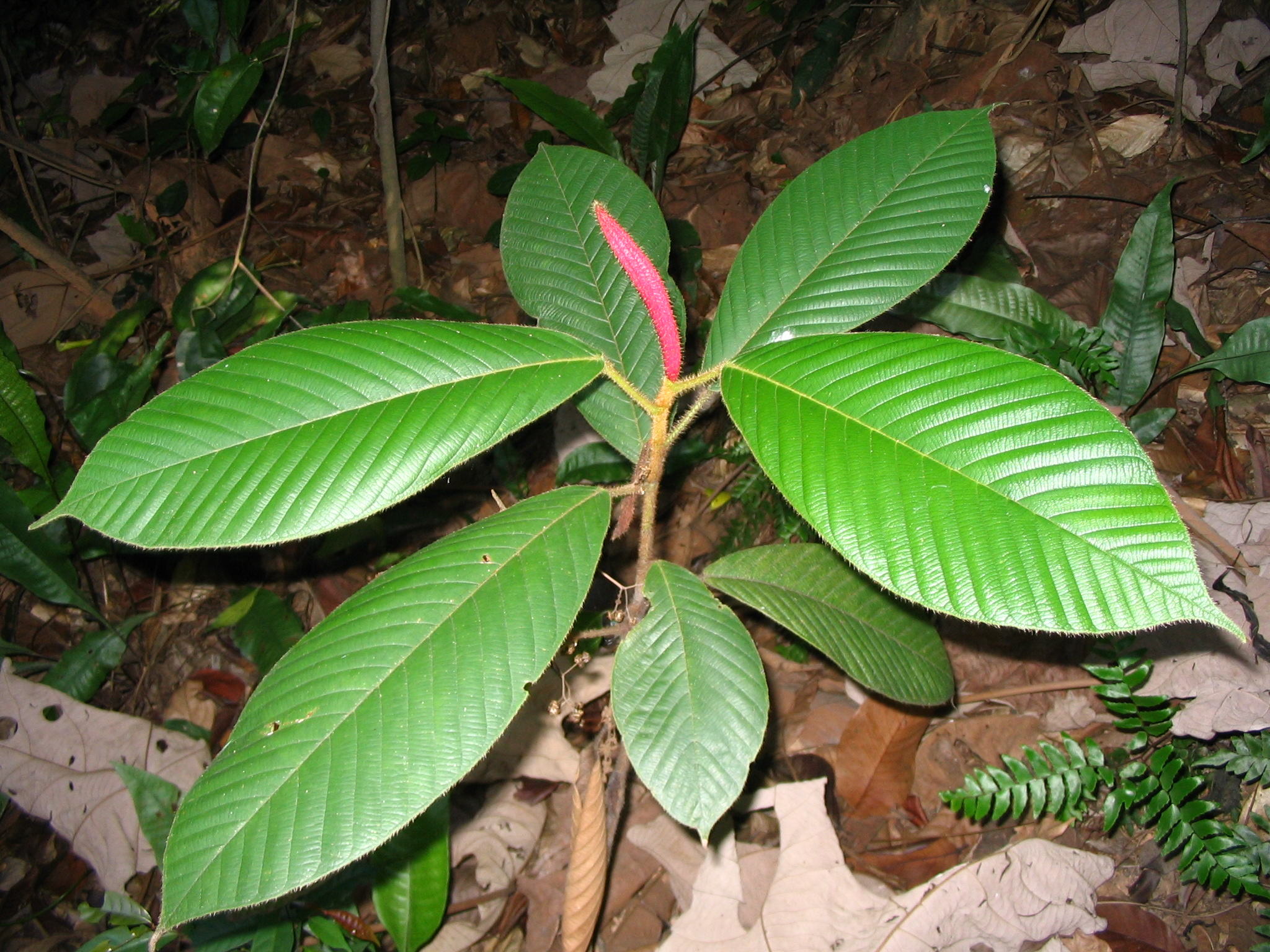
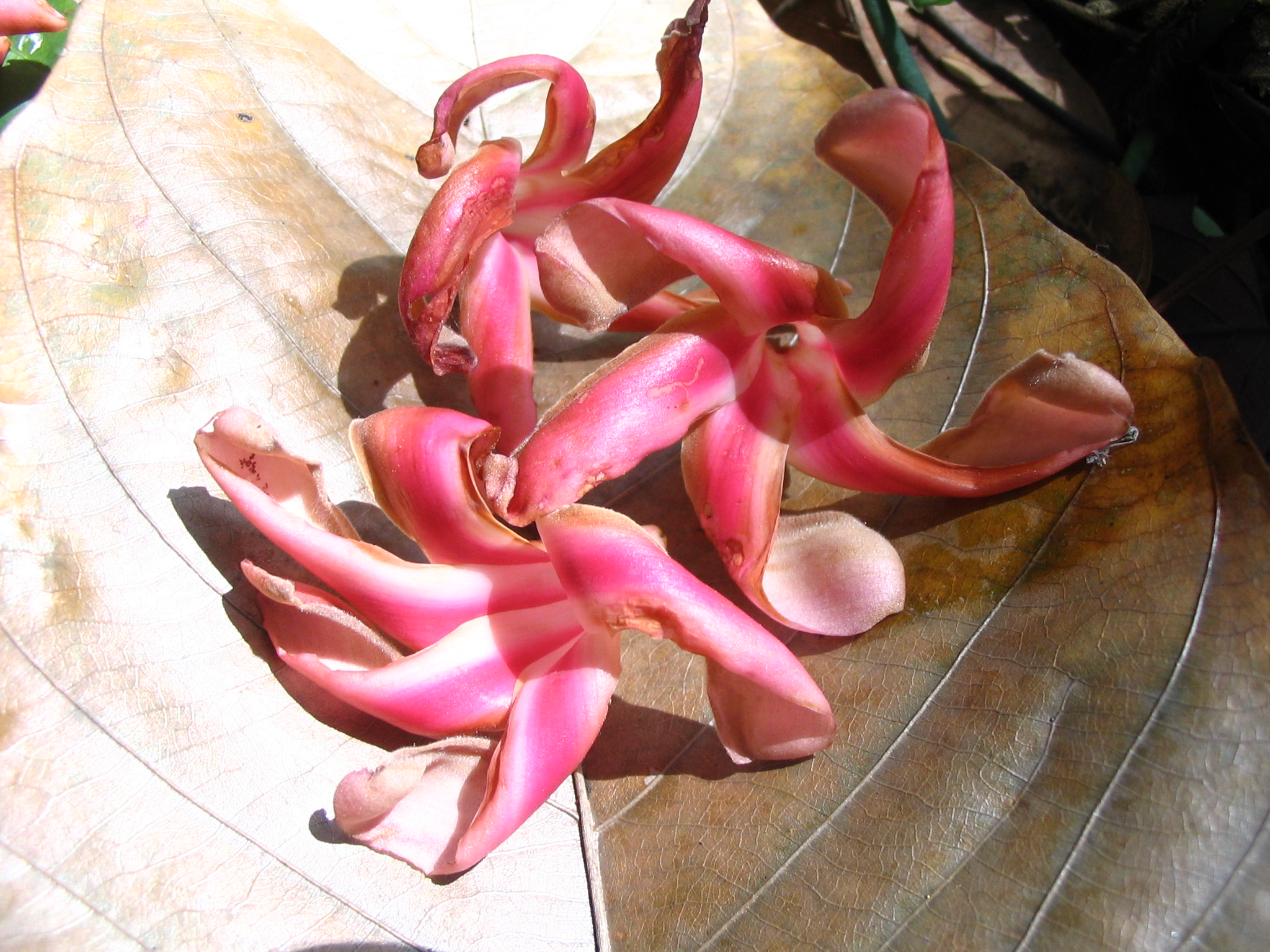
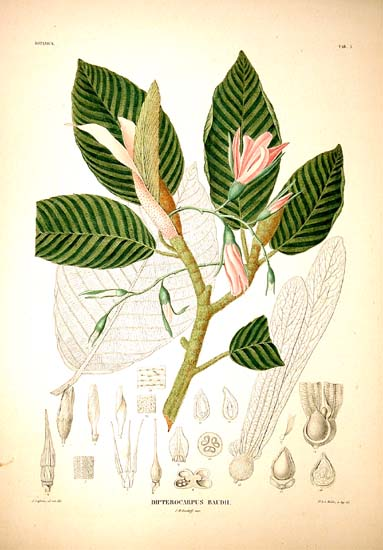